# A Reckoning
A Reckoning — четвёртый студийный альбом новозеландской певицы Кимбры, вышедший 27 января 2024 года. Альбом был поддержан синглами «Save Me», «Replay!» и «Foolish Thinking».
Кимбра выпустила делюкс-версию A Reckoning 8 декабря 2023 года с тремя совершенно новыми песнями, «Different Story», «Possession» и «The Robin».

## История
Кимбра начала работу над своим четвёртым альбомом A Reckoning в 2018 году, выступив сопродюсером вместе с Райаном Лоттом из Son Lux. На вопрос о задержке между альбомом 2018 года Primal Heart и A Reckoning в интервью Billboard Кимбра ответила: «Я прошла через этап, когда мне было очень трудно писать. Возможно, это было связано с тем, что мне было трудно сформулировать то, что я чувствовала».
A Reckoning не вошел в чарт NZ Top 40 Albums Chart, но занял 19 место в чарте Top 20 NZ Albums Chart.

## Отзывы
| Оценки критиков           | Оценки критиков |
| Источник                  | Оценка          |
| ------------------------- | --------------- |
| AllMusic                  | [ 8 ]           |
| The Daily Telegraph       | [ 9 ]           |
| The Sydney Morning Herald | [ 10 ]          |
| Sputnikmusic              | 7.4/10          |

A Reckoning был положительно встречен музыкальными критиками. AllMusic присвоил альбому 4/5 звёзд, отметив: «Использование Кимброй хип-хопа и электронной музыки в A Reckoning укрепляет её стойкость». The Daily Telegraph также оценил альбом в 4/5 звёзд, заявив: «В открывающем треке „Save Me“ аккорды фортепиано пронзают скользкие, призрачные синтезаторы. Она одновременно прекрасна и зловеща, а затем переходит в девять треков, исследующих нюансы кинематографических и интимных размышлений». Сиднейское издание The Sydney Morning Herald дало альбому умеренно положительную оценку в 3/5 звёзд, заявив: «Кимбра вернулась с A Reckoning — альбомом, который разумно сокращает излишества своих предшественников и подчёркивает нюансы её голоса и написания песен, не отказываясь от формальных и эстетических странностей», но позже заявило, что «„LA Type“ и „GLT“, на которых Кимбра читает рэп, нарушают течение шикарного, обтекаемого альбома». Sputnikmusic считает, что эксперименты были положительным аспектом, и оценивает альбом в 7,4/10, комментируя: «Она взяла на себя смелость развиваться в том направлении, в котором считала нужным, и это действительно придало альбому странное чувство связности».

## Список композиций
Все тексты написаны Кимброй. Дополнительные авторы текстов отмечены ниже..
| №                   | Название                                          | Текст песни           | Музыка                                      | Продюсеры                       | Длительность |
| ------------------- | ------------------------------------------------- | --------------------- | ------------------------------------------- | ------------------------------- | ------------ |
| 1.                  | «Save Me»                                         |                       | Kimbra Zach Tenorio Miller                  | Kimbra Ryan Lott                | 4:29         |
| 2.                  | «Replay!»                                         |                       | Kimbra Brux                                 | Kimbra Brux Lott                | 3:57         |
| 3.                  | «Gun»                                             |                       | Kimbra Lott Matt Friedman                   | Kimbra Lott                     | 3:22         |
| 4.                  | «The Way We Were»                                 |                       | Kimbra Lott Andy Seltzer                    | Kimbra Lott                     | 3:45         |
| 5.                  | «New Habit»                                       | Justin Tranter        | Kimbra Tranter Chris Tabron Felix Snow      | Kimbra Lott Tabron [a] Snow [a] | 3:28         |
| 6.                  | «GLT» (при участии Erick the Architect)           | Erick the Architect   | Kimbra Erick the Architect Timon Martin     | Kimbra Lott Martin              | 3:14         |
| 7.                  | «LA Type» (при участии Tommy Raps and Pink Siifu) | Pink Siifu Tommy Raps | Kimbra Nate Mercereau Pink Siifu Tommy Raps | Kimbra Lott Mercereau [a]       | 4:12         |
| 8.                  | «Foolish Thinking» (при участии Ryan Lott)        |                       | Kimbra Lott                                 | Kimbra Lott                     | 5:54         |
| 9.                  | «Personal Space»                                  |                       | Kimbra Paul Dixon                           | Kimbra Lott Dixon [a]           | 3:45         |
| 10.                 | «I Don't Want to Fight»                           |                       | Kimbra Lott                                 | Kimbra Lott                     | 4:52         |
| Общая длительность: | Общая длительность:                               | Общая длительность:   | Общая длительность:                         | Общая длительность:             | 40:51        |

| №                   | Название            | Музыка                          | Продюсеры           | Длительность |
| ------------------- | ------------------- | ------------------------------- | ------------------- | ------------ |
| 11.                 | «Different Story»   | Kimbra Lott                     | Kimbra Lott         | 2:03         |
| 12.                 | «Possession»        | Kimbra Lott Patrick Wimberly    | Kimbra Lott         | 3:24         |
| 13.                 | «The Robin»         | Kimbra Jake Sherman Hana Tajima | Kimbra Sherman      | 5:21         |
| Общая длительность: | Общая длительность: | Общая длительность:             | Общая длительность: | 51:39        |

Замечание
- ↑  дополнительный продюсер